# 교지의 난
교지의 난(交阯之亂)은 중국 삼국시대 말기에 벌어진 사건이다. 오나라의 교지군사 여흥이 263년 오나라에 반기를 들고 반란을 일으켰고, 마침 촉한을 멸망시킨 위나라에 투항했다. 얼마 뒤 위나라가 진나라로 교체됨에 따라 전쟁은 진나라와 오나라 사이의 싸움으로 넘어갔다. 전쟁은 거의 10년 가까이 지속되어 271년 종료되었고, 오나라는 간신히 교지 일부에 대한 지배권을 유지했다.
이 사건으로 인해 중화제국의 최남단이었던 교지는 두쪽이 났고, 오나라의 영향에서 벗어난 나머지 절반은 오늘날의 베트남 북부가 되어 이후 독립을 유지하게 된다.